# Elsa Wagner

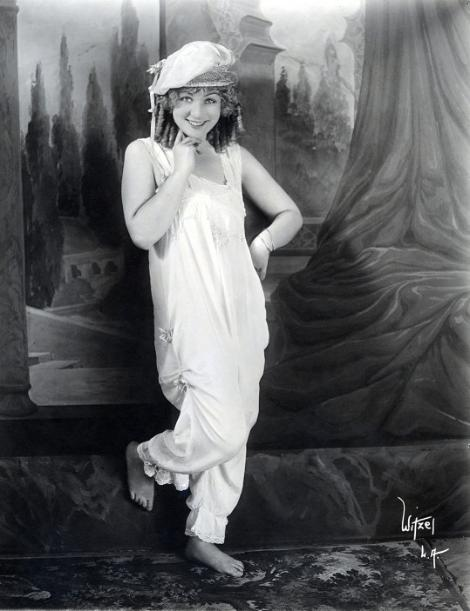
Elsa Wagner som ung.

Elsa Wagner, född 24 januari 1881 i Reval, Kejsardömet Ryssland (nu Tallinn, Estland), död 17 augusti 1975 i Västberlin, var en skådespelare, främst aktiv i Tyskland. Wagner genomgick skådespelarutbildning i St. Petersburg innan hon 1901 scendebuterade i Tyskland. Från 1911-1921 verkade hon vid Deutsches Theater, och sedan fram till 1945 vid Staatstheater Berlin. Hon filmdebuterade 1916 och var aktiv som skådespelare nästan fram till sin död 1975. 1973 gjorde hon sin sista filmroll.

## Filmografi, urval
- 1916 – Det vandrande ljuset
- 1918 – Råttfångaren från Hameln
- 1920 – Dr. Caligaris kabinett
- 1928 – Der alte Fritz
- 1929 – Atlantik
- 1931 – Sången om livet
- 1936 – Irene min dotter
- 1937 – Kapriolen
- 1938 – Anna Favetti
- 1938 – Du och jag
- 1939 – Gäckande hatten
- 1940 – Den ofullkomliga kärleken
- 1942 – Den stora skuggan
- 1947 – ... und über uns der Himmel
- 1947 – Wozzeck
- 1947 – Kein Platz für Liebe
- 1959 – Knallhård ungdom
- 1960 – Spökslottet
- 1973 – Fotgängaren